# フル・サークル (ミニシリーズ)
『フル・サークル』はアメリカのテレビドラマ・ミニシリーズであり、エド・ソロモンが原案と脚本を手掛け、スティーヴン・ソダーバーグが監督を務めた。Maxで2023年7月13日より配信された。黒澤明監督作品の映画『天国と地獄』にインスパイアされた作品である。
日本では、2023年11月よりU-NEXTで配信されている。

## キャスト
- ザジー・ビーツ : メル・ハーモニー : 米国郵便監察局の捜査官[3]
- ジム・ガフィガン（英語版） : マニー・ブロワード : メルの上司
- May Hong : キャロル : メルのガールフレンド
- クレア・デインズ : サム・ブラウン : ジェフ・マッカスカーとクリスティンの娘で、ジャレッドの母[3]。
- ティモシー・オリファント : デレク・ブラウン : サムの夫で、息子ジャレッドに対しては過保護なところがある[3]。
- Ethan Stoddard : ジャレッド・ブラウン : サムとデレクの息子
- デニス・クエイド : ジェフ・マッカスカー : サムの父である有名シェフ[3]。
- スザンヌ・サヴォイ（英語版） : クリスティン・マッカスカー : ジェフの妻
- ウィリアム・サドラー : ジーン・マッカスカー : ジェフの兄、サムの伯父
- クリスティン・グリフィス : シンディ・マッカスカー : ジーンの妻
- ハッピー・アンダーソン : ジョーイ : ジェフ・マッカスカー家の友人
- CCH・パウンダー : ザヴィトリ・マハービーラ夫人 : ニューヨークのガイアナ系ギャングの指導者で、愛称はサヴィー[3]。
- ファルダット・シャーマ（英語版） : ガーメン・ハリー : ファミリーの一員でマハービーラ夫人の右腕
- ジャレル・ジェローム（英語版） : アケッド : ファミリーの一員でマハービーラの甥
- Kareem Savinon : ポール : ファミリーの一員
- アディア : ナターリア・ウィリアムズ : アケッドのガールフレンドでマハービーラのマッサージ師
- ジェラルド・ジョーンズ : ルイ : ジョージタウンの少年でナターリアの弟
- シェイ・コール : ザヴィエル : ジョージタウンの少年でルイの友人
- ルシアン・ゼインズ : ニッキー : ジャレッドに間違えられる少年
- Rachel Annette Helson : チャリース・ヘンリクソン : ニッキーの母
- Ted Sod: クラレンス : ジェフのファンでチェス相手
- Henry Yuk : エドワード・チャン : マハービーラのファミリーの敵

## あらすじ
ニューヨーク市で富裕なシェフの孫が誘拐され、そこから20年前のガイアナでの出来事が明らかになる。
20年前、ガイアナの政治家ランウェル・マハービーラは投資団体シリーズAから賄賂を受け取ってコロニー建設を進め、立ち退きを拒んだクラレンスの孫を公園で殺す。シリーズAには富裕なシェフであるジェフ・マッカスカーの娘サムが不正に投資を行う。ジェフの兄で警察官のジーンは投資が弟の行為だと信じて見逃し、部下のマニーに告発されて警察を追われる。
現在、ランウェルの未亡人であるマハービーラ夫人はニューヨークでギャングのファミリーを率いるも、相次ぐ悲運を解決するために故国の占い師に相談する。クラレンスの知人である占い師は、ジェフが投資したと信じ、その孫ジャレッドを誘拐して殺し、因縁の「円」を閉じるよう指示する。サムの夫デレクの隠し子ニッキーはジャレッドに接近し、夫人の手下は誤ってニッキーを誘拐する。郵便監察局の捜査官メルは情報源であるザヴィエルから事件を知らされる。ザヴィエルの友人ルイとその姉ナターリアは殺人を嫌がり、マネキンとすり替えてニッキーを助ける。ファミリーは姉弟を追うも、ザヴィエルが助けて故国ガイアナに戻す。郵便監察局に転じていたマニーは20年前の事件についてサムに沈黙を守らせ、FBIとNY市警と合同で夫人宅に強制捜査に入るも殺される。サムはメルに促され、伯父ジーンから20年前の文書を受け取り、不正投資の告発を考える。

## エピソード
| 通算 話数 | タイトル                               | 監督                       | 脚本           | 公開日        |
| --- | -------------------------------------- | -------------------------- | -------------- | ------------- |
| 1 | "断ち切れぬ連鎖" "Something Different" | スティーヴン・ソダーバーグ | エド・ソロモン | 2023年7月13日 |
| ニューヨークのガイアナ系ギャングファミリーの指導者のマハービーラ夫人は、ファミリーの悲運を断ち切るため、故国に帰って占い師ウィロビーから指図を受ける。ニューヨークに戻り、右腕のガーメンと甥のアケッドに、著名なシェフであるジェフ・マッカスカーの孫のジャレッドを誘拐し殺すよう命じる。実行犯としてガイアナからルイとザヴィエルを呼び寄せる。二人はまず、保険金詐欺のために殺人をさせられる。ザヴィエルは、ガイアナで縁のあった米国郵便監察局の捜査官メルに密告しようとする。解雇の瀬戸際にあるメルは上司マニーの命令に反して調査する。アケッドのガールフレンドで夫人のマッサージ師であるナターリアは弟のルイとともに、殺人を避けるためにジャレッドの代わりのマネキンを用意する。ジャレッドは電話をニッキーという少年に盗まれ、深夜家を抜け出して受け取りに行く。アケッド、ザヴィエル、ルイはジャレッドと間違えてニッキーを誘拐し、彼の持っていたジャレッドの電話から母サムに電話して、誘拐した事実と身代金の要求を告げる。大騒ぎするマッカスカー一家 - ジャレッドの両親とサムの両親 - の前に、ジャレッドが帰宅してニッキーの誘拐を目撃したことを話す。一家は安堵するが、ニッキーの耳を切る動画が送られてくる。ニッキーはチャリースに連絡してくれと電話で話す。 |                                        |                            |                |               |
| 2 | "ワシントン・スクエア公園" "Charger"   | スティーヴン・ソダーバーグ | エド・ソロモン | 2023年7月13日 |
| ジャレッドの無事に安堵するも、不安な一家はジェフの友ジョーイにジャレッドを託して山小屋に行かせる。見ず知らずのニッキーを救うために奇妙な時間1時11分に円周率と一致する奇妙な額の身代金を用意することにし、ジェフがカジノから借り、デレクが公園に運ぶ。だが犯人からの連絡に振り回されるうちに携帯電話の電池が無くなり、連絡がつかなくなってニッキーは死んだと悲嘆する。カジノが貸した現金を回収する。ガーメンは誘拐犯行の首尾を心配し、ヴィクターを呼ぶ。メルの名刺を発見し、ヴィクターとポールとともに実行犯の乗るバンに入る。裏切者だと間違えてキーセンを殺す。実行犯たちは眠らせたニッキーを箱に入れる。指定した時間にデレクは現れず、公園内にチョークで描かれた円の中で、ヴィクターはナターリアとルイがすり替えていたマネキンを撃つ。ガイアナの占い師ウィロビーと、ジェフのチェス相手のクラレンスもまた公園に来る。メルはキャロルと喧嘩し、マニーの指示を無視して公園に来る。 |                                        |                            |                |               |
| 3 | "ジャレッドの遺体" "Jared's Body"      | スティーヴン・ソダーバーグ | エド・ソロモン | 2023年7月20日 |
| FBIのジェサップとNY市警のサンダースがメルとともに誘拐事件の共同捜査を始め、ブラウン家を訪ねる。メルは一家とガイアナの関係を疑い、ジーンとマニーがかつてのNY市警の同僚だと知る。ニッキーの母チャリースを尋問し、ニッキーが解離性障害で実の父であるデレクに執着すると知らされる。サムは知己であるマニーに会い、次に伯父ジーンに会うも、父ジェフへの恨みをぶつけられる。一家がガイアナに繋がることが分かる。ヴィクター、アケッド、ザヴィエル、ルイの4人はジャレッドの遺体を埋め、ルイはマネキンであることを隠す。マハービーラ夫人はこれでファミリーの悲運が消えたと喜ぶ。ガーメン、ポール、アケッドは失踪したナターリアとルイが当局の協力者ではないかと疑う。ニッキーは、彼をジャレッドだと思い込むナターリアとルイにモーテルで匿われる。ナターリアは、友人でファミリーの敵のちゃんの部下であるエロイーズに頼ろうとする。ジェフは脳卒中で倒れたクラレンスを病院に見舞う。カジノの幹部サイは一件を調べ、カジノに借金のあるガーメンに、従業員のクネオが情報を提供したことを知る。 |                                        |                            |                |               |
| 4 | "秘密の告白" "Safe in the Circle"      | スティーヴン・ソダーバーグ | エド・ソロモン | 2023年7月20日 |
| 夫人はジャレッドのすり替えを知って「円」を崩すものだと怒り、ルイとナターリアを探し出し始末するよう命じる。ナターリアはチャンに会い逃亡の助けを求めるも、チャンは夫人と和解を図ってナターリアとルイを引き渡そうとする。ナターリアとルイは、誘拐が人違いであったとニッキーから聞く。デレクはサムに隠し子がいることを告白する。怒ったサムが去ったのち、デレクは義父ジェフが有名になる直前に、不審な金の出し入れがあり、警察官だったジーンが逮捕されたことを知る。メルはサムに会い、ガイアナの「エセキボのコロニー」のことを聞いて揺さぶる。ガーメンの家を見張ってザヴィエルを拘束し、ホテルの部屋に保護する。マニーとサムとジーンの関係を知り、ジーンの家を訪ねるも何も聞き出せない。マニーはサムに、メルに警戒するよう注意する。サムは20年前に証拠を隠滅したと話す。ファミリーがザヴィエルを発見する。 |                                        |                            |                |               |
| 5 | "試される忠誠心" "Loyalty"             | スティーヴン・ソダーバーグ | エド・ソロモン | 2023年7月27日 |
| ザヴィエルは監視装置を外されてホテルから拉致され、ガーメンに捜査の手が伸びていると教える。ルイに電話して、ガーメンの家族と自分の逃亡資金の6万ドルを、ルイとナターリアの逃亡資金だと偽って要求する。ルイとナターリアは、家を追い出されてホテルに滞在するデレクにニッキーを返して6万ドルを要求する。そこにアケッドが踏み込むも、ルイが殺してナターリアと逃げる。デレクは警察を呼びニッキーを病院に連れてゆく。ジェフ夫妻は兄ジーン夫妻を訪ねて20年前の出来事の話をする。ジーンは証拠書類にあるJ.M.がジェフではなく、サム(ジョリーン・サマンサ・マッカスカー)だと気づき、弟と和解する。メルは精神鑑定や証人だったキャロルとの生活などを理由として停職となる。郵便監察局とFBIとNY市警はクネオに盗聴装置を付け、強制捜査を準備する。 |                                        |                            |                |               |
| 6 | "エセキボの真実" "Essequibo"           | スティーヴン・ソダーバーグ | エド・ソロモン | 2023年7月27日 |
| ガーメンは逃亡用の水上飛行機をチャーターし、家族とザヴィエルに逃亡の準備をさせる。ザヴィエルに電話してルイに絵を盗むよう命じる。盗聴器を付けたクネオは夫人の屋敷に入る。マニーが指揮する郵便監察局、FBI、NY市警が強制捜査に入る。マニーはガーメンを追って殺される。ルイとナターリアはニッキーの情報でデレクとサムの家に侵入し、高額な絵を盗んでガイアナに帰ろうとする。サムはルイがエセキボ出身と聞いて絵を渡し見逃す。二人は絵をもってガーメンとザヴィエルに会いに行く。ガーメンは二人を殺すようザヴィエルに命令するも、ザヴィエルはガーメンを殺し、二人をガーメンの家族とともに水上飛行機に乗せて自分は残る。二人はガイアナに戻る。メルはクラレンスとウィロビーの宿を調べる。帰って来たウィロビーから、夫人の亡夫ランウェルを発端とする呪いの話を聞く。20年前、ガイアナの政治家だったランウェルは、サムも不正に投資した団体シリーズAから賄賂を受け取ってエセキボ・コロニーの建設を進め、立ち退きを拒むクラレンスの孫を誘拐し、今回の事件と同じ時刻に公園で殺している。メルは病院に行ってサムに会い、FBIへの捜査協力を促す。ジャレッドは帰宅し、ニッキーは退院する。サムはデレクと和解し、ジーンから20年前のシリーズAの情報を受け取る。ジーンは不正な投資がジェフの行いだと信じて沈黙を守り、マニーに陥れられ警察での地位を奪われたことが分かる。サムは停職中のメルに情報の扱い方と自身が受ける刑罰について相談する。 |                                        |                            |                |               |

## 参照
1. ↑  “Zack Ryan to Score HBO Max's 'Full Circle'” (英語). Film Music Reporter (2022年11月9日). 2023年4月20日閲覧。
2. ↑  “Full Circle review – Steven Soderbergh’s hit-and-miss noir series”. The Guardian. 2023年11月26日閲覧。
3. 1 2 3 4 5 6  "スティーブン・ソダーバーグ監督によるクライムスリラー『フル・サークル』11月24日（金）よりU-NEXTにて見放題独占配信開始！クレア・デインズ、デニス・クエイド、ザジー・ビーツなど豪華キャストが集結" (Press release). U-NEXT. 24 November 2023. 2023年11月27日閲覧。